# Ignac Stipanić
Ignac Stipanić (Požega, 1. veljače 1925. – Osijek, 4. kolovoza  2005.), liječnik, urolog, primarijus, doktor. 
Medicinu je studirao u Zagrebu, gdje je specijalizirao kirurgiju. Urologiju je specijalizirao u Ljubljani. U osječkoj bolnici radio je od 1951. godine do umirovljenja 1. veljače 1990. Bio je šef Urološkog odjela (1961), osnivač Urološkog odjela Kliničke bolnice Osijek (KBO; 1963). Usustavio je drugu redovitu dijalizu u Hrvatskoj (1969), a posebno je zaslužan za osnutak Centra za hemodijalizu pri odjelu (1982).
Pod njegovim vodstvom urološki odjel KBO osposobljen je za veći obujam rada, za kvalitetniji i stručniji rad uz zavidnu opremljenost operacijskog bloka i endoskopskog instrumentarija. Zbog toga je svrstan u vodeće urološke odjele u Hrvatskoj i nekadašnjoj Jugoslaviji.
Stipanić je bio sudionik NOR-a te dobitnik mnogih priznanja i odlikovanja za svoj stručni rad, ali i za svoj doprinos zajednici u kojoj je živio.